# Hypocreopsis amplectens
Hypocreopsis amplectens är en svampart som beskrevs av T.W. May & P.R. Johnst. 2007. Hypocreopsis amplectens ingår i släktet Hypocreopsis och familjen Hypocreaceae.   Inga underarter finns listade i Catalogue of Life.

## Bildgalleri

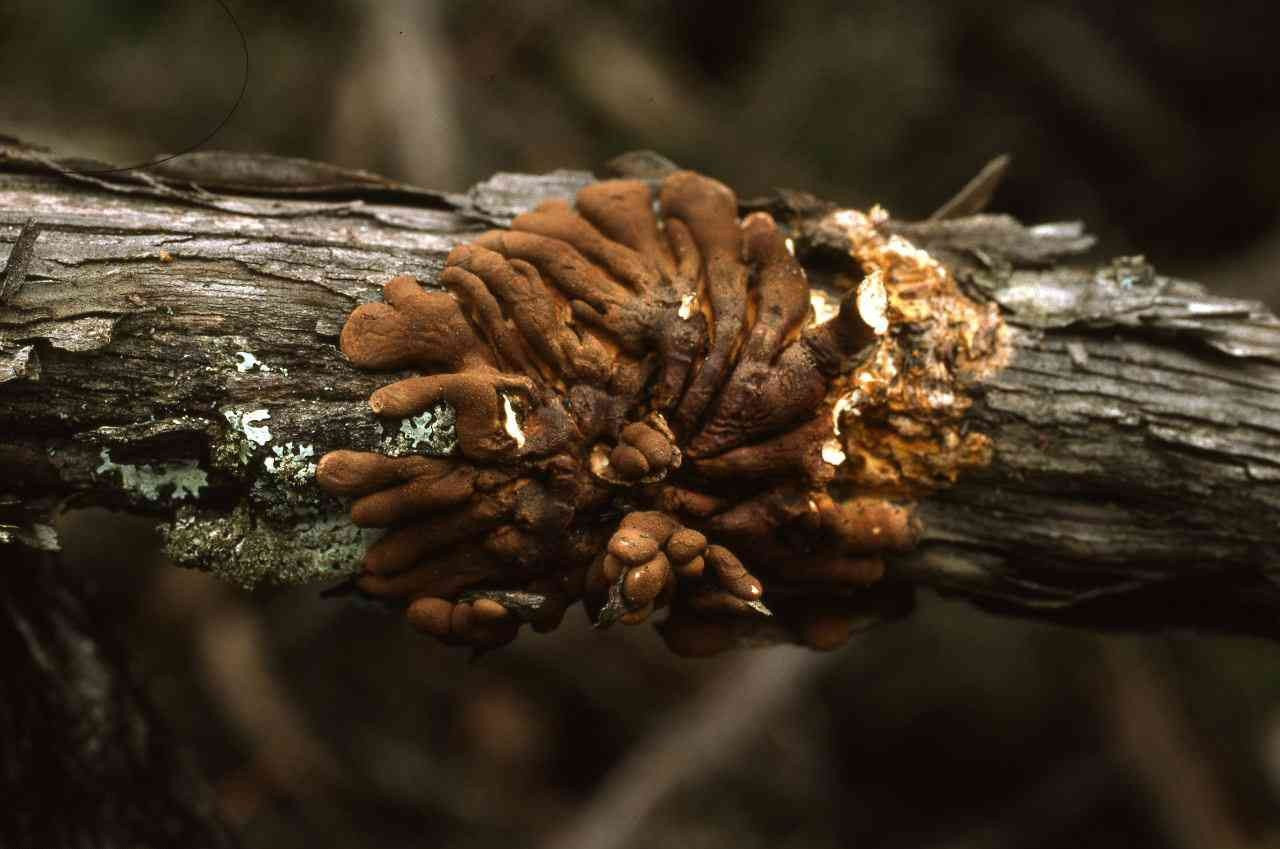